# Petit-Réderching
Petit-Réderching (deutsch Kleinrederchingen, 1941–1944 Kleinredingen, lothringisch Klään-Rederschinge) ist eine französische Gemeinde mit 1416 Einwohnern (Stand 1. Januar 2022) im Département Moselle in der Region Grand Est (bis 2015 Lothringen). Sie gehört zum Arrondissement Sarreguemines und zum Kanton Bitche.

## Geografie
Petit-Réderching liegt zwischen Saargemünd und Bitsch in einer bäuerlichen Landschaft im Quellgebiet der Bickenalb. Der Ortsteil Meyerhof liegt etwas südlich an der Nationalstraße 62.

## Geschichte
Zwar wurden aus gallo-römischer Zeit Villen und Gegenstände gefunden, doch wurde der Ort erst verhältnismäßig spät, im Jahr 1575, erstmals als Klein-Riderchingen erwähnt. Die Siedlung entstand an der Königstraße genannten Altstraße zwischen Mainz und Metz. Während nach dem Dreißigjährigen Krieg viele Dörfer zerstört waren, erlebte Petit-Réderching einen Aufschwung, da sich hier Glasmacher niederließen. Der Ortsteil Meyerhof besteht seit dem 18. Jahrhundert, entwickelte sich jedoch vor allem nach dem Bau der Bahnlinie ab 1869.
Das Gemeindewappen zeigt einen Teil der Ortsgeschichte: die Vase weist auf den Ursprung des Dorfes als Glasmanufaktur, das lothringische Kreuz erinnert daran, dass der Ort Teil der lothringischen Grafschaft Bitsch war und symbolisiert die dem Heiligen Kreuz geweihte Kirche.

### Bevölkerungsentwicklung
| Jahr      | 1962 | 1968 | 1975 | 1982 | 1990 | 1999 | 2007 | 2019 |
| Einwohner | 1174 | 1258 | 1291 | 1447 | 1525 | 1562 | 1495 | 1443 |

## Sehenswürdigkeiten
- Kreuzerhöhungskirche
- Kreuzweg von 1779, beginnend an der Straße nach Bettviller

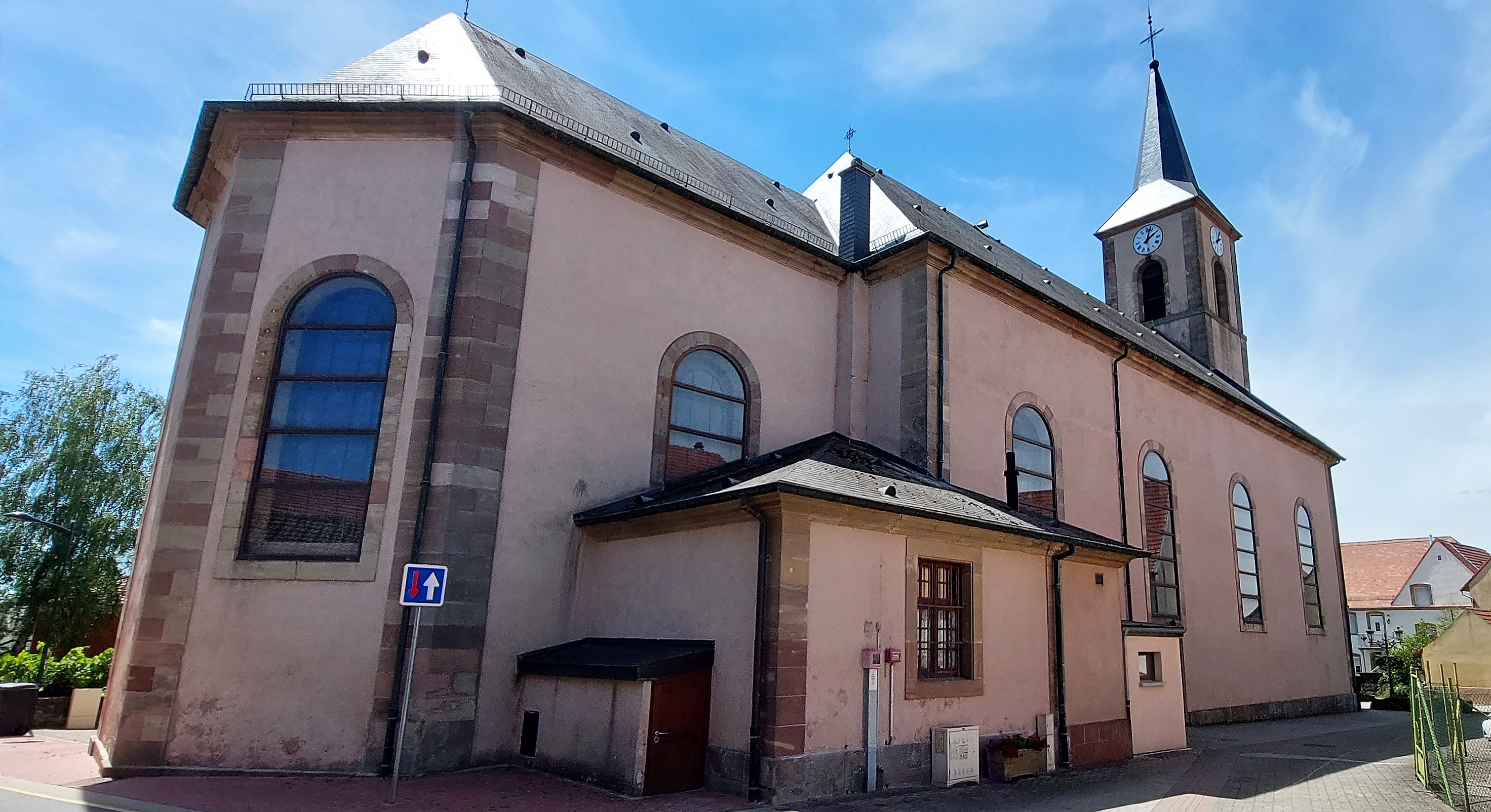
Kreuzerhöhungskirche
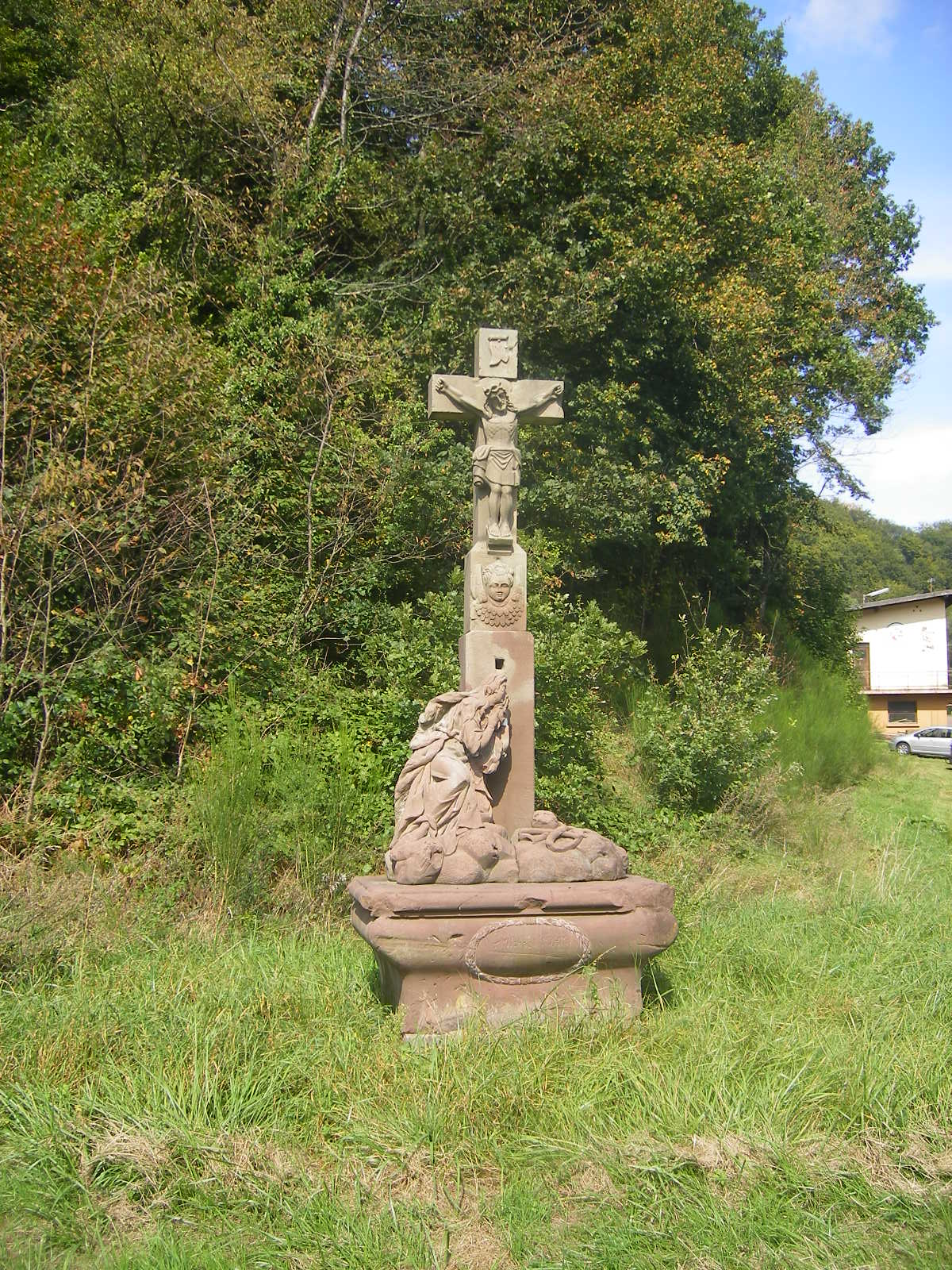
Wegkreuz in Petit-Réderching

## Wirtschaft und Infrastruktur
Petit-Réderching liegt an der Nationalstraße 62, die ab 1722 zwischen Sarreguemines und Bitche ausgebaut wurde und nach Haguenau weiterführt, sowie an der D 36 nach Lemberg. Im Ortsteil Meyerhof ist ein Bahnhof der Strecke Sarreguemines – Bitche vorhanden.
In Petit-Réderching  befindet sich die einzige Kerzenfabrik im Département Moselle.

## Gemeindepartnerschaft
- Altrip, Deutschland (Rheinland-Pfalz)

## Belege
1. ↑  Wappenbeschreibung auf genealogie-lorraine.fr (französisch)